# LG Chem
LG Chem Ltd. ( корейською : LG화학), яку часто називають LG Chemical, є найбільшою корейською хімічною компанією  зі штаб-квартирою в Сеулі, Південна Корея. У 2021 році вона була 9-ю найбільшою хімічною компанією у світі за обсягом продажів. Спочатку вона була заснована як Lucky Chemical Industrial Corporation, яка виробляла косметику . Зараз це виключно бізнес- компанія (підрозділ споживчих товарів було виділено в LG Household &amp; Health Care ).
Компанія має вісім заводів у Південній Кореї та мережу з 29 офісів у 15 країнах. Ця мережа включає холдингову компанію в Китаї, 14 закордонних виробничих дочірніх компаній, п’ять маркетингових дочірніх компаній, сім представництв і два науково-дослідні центри. The Financial Times повідомила, що LG Chem розширить виробництво акумуляторів у Китаї. На той час на Китай припадала третина загального обсягу продажів компанії.  У квітні 2019 року LG Chem подала до суду на конкурента SK Innovation за нібито крадіжку комерційної таємниці виробництва акумуляторів для електромобілів. 

## Поточні сфери бізнесу та продукція
LG Chem має три основні сфери діяльності:
- Нафтохімія
- Передові матеріали
- Медико-біологічні науки

### Нафтохімія
LG Chem є постачальником нафтохімічних продуктів, починаючи від основних дистилятів і закінчуючи спеціальними полімерами . Наприклад, це великий виробник звичайних пластмас, таких як акрилонітрилбутадієнстирол (ABS),  стирол-акрилонітрильна смола (SAN),  і полівінілхлорид (PVC).  Він також виробляє сировину та рідини, включаючи пластифікатори, спеціальні добавки, спирти, поліолефіни, акрилову кислоту, синтетичний каучук, стироли, полімери, конструкційні пластики, еластомери, провідні смоли та інші хімічні речовини.

### Передові матеріали
LG Chem постачає плівки для дисплеїв та оптичні плівки, поляризатори, матеріали для друкованих схем і тонери . Вона також постачає LCD-поляризатори, які являють собою багатошарові листи плівки, що наносяться на верхню і нижню поверхні TFT-LCD панелей для передачі світла від блоку підсвічування через панель, а також плівку 3D FPR (плівковий візерунчастий сповільнювач), яка забезпечує тривимірний перегляд.

### Медико-біологічні науки
У 2023 році LG Chem придбала AVEO Pharmaceuticals, американську біологічну компанію, що спеціалізується на нирковоклітинній карциномі, за 571 мільйон доларів США.

## Колишній підрозділ Енергетичні рішення (Energy solutions)

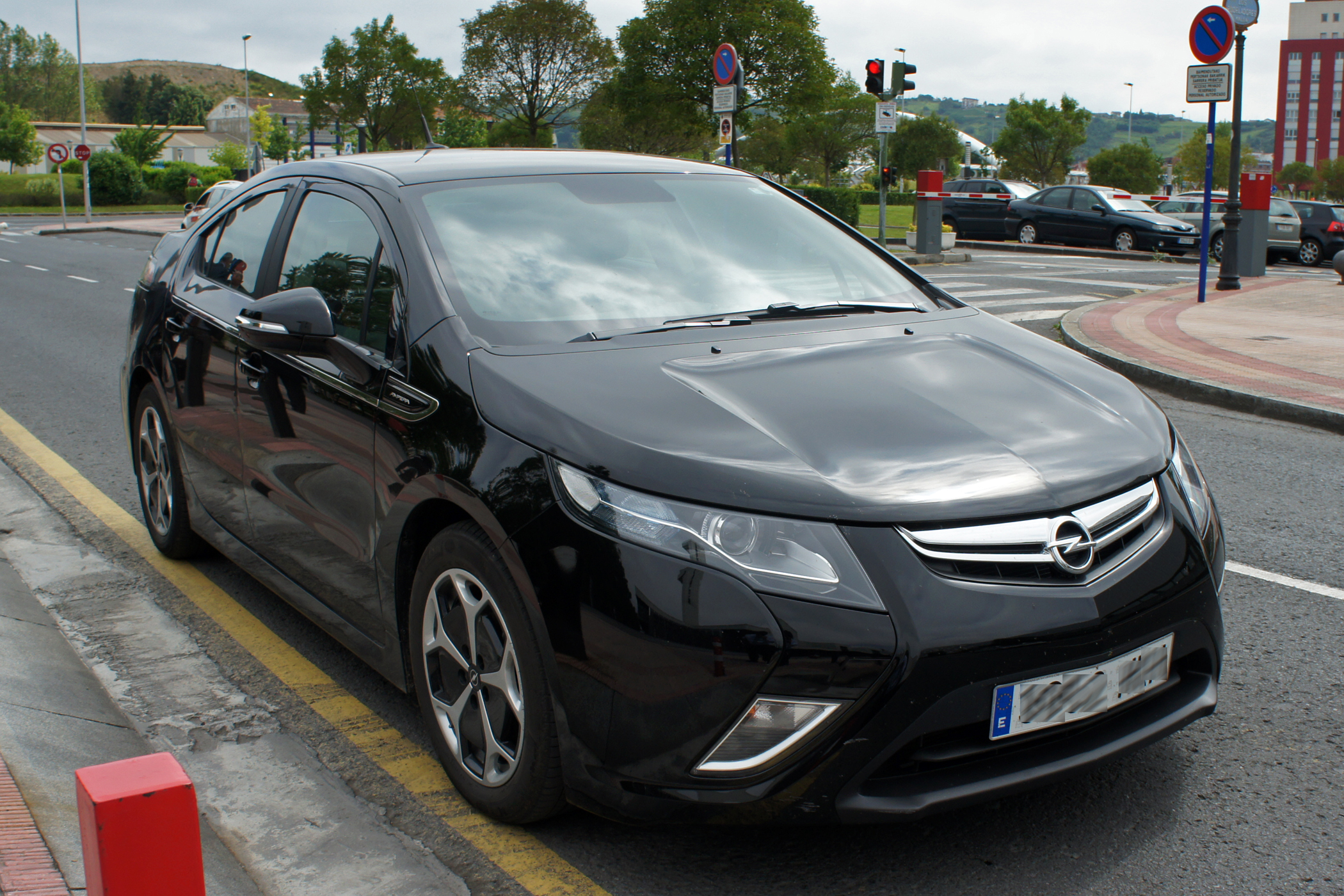
Chevrolet Volt, відомий як Opel Ampera в Європі

Компанія LG Chem завершила розробку та почала масове виробництво перших корейських літій-іонних батарей ще в 1999 році. Вона також постачала автомобільні акумулятори для електромобілів, таких як Ford Focus, Chevrolet Volt і Renault ZOE.
LG Chem Michigan є дочірньою компанією LG Chem, розташованою в Голландії, штат Мічиган , яка управляє заводом з виробництва  сучасних акумуляторних батарей для електромобілів. Завод у Голландії вартістю 303 мільйони доларів США отримав 50% фінансування від  Міністерства енергетики США,  рамках програми стимулювання і розпочав виробництво акумуляторних систем у 2013 році. Завод може виробляти достатньо елементів на рік для створення від 50 000 до 200 000 акумуляторних батарей для електромобілів і гібридів, таких як Chevrolet Volt від General Motors,      Ford Focus Electric, і майбутні електромобілі від інших автовиробників.  Підрозділ досліджень і розробок LG Chem Power розташований у сусідньому місті Трої, штат Мічиган. LG Chem Power і LG Chem Michigan спочатку були однією компанією під назвою Compact Power, Inc. 
І Chevrolet Volt, і Ford Focus Electric спочатку використовували елементи, вироблені в Кореї компанією LG Chem, а потім перейшли на елементи, вироблені на голландському заводі LG Chem в Мічигані після його відкриття.
У вересні 2020 року LG Chem оприлюднила план публічного розміщення свого енергетичного підрозділу під назвою LG Energy Solution до грудня.

## Зовнішні посилання
- Офіційний сайт
- Бізнес-дані для LG Chem:   - Bloomberg
  - Google
  - Reuters
  - Yahoo!
- Бізнес-дані для LG Chem Pref:   - Bloomberg
  - Google
  - Reuters
  - Yahoo!